# Heinrich von Dehn-Rotfelser
Heinrich von Dehn-Rotfelser, auch Dehn-Rothfelser, (* 6. August 1825 in Hanau; † 29. Juni 1885 in Berlin) war ein deutscher Architekt, kurhessischer bzw. preußischer Baubeamter und Denkmalpfleger.

## Leben
Heinrich war ein Nachkomme des Baumeisters Hans von Dehn-Rothfelser. Er trat nach Beendigung seiner Ausbildung 1847 als Baukondukteur in den Dienst des hessischen Kurfürsten Friedrich Wilhelm I. und war hauptsächlich in Bad Wilhelmshöhe tätig.
1865 wurde Dehn-Rotfelser zum Oberhofbaumeister ernannt und 1868 als Professor an die Kunstakademie Kassel berufen. Nach 1866 eröffnete sich ihm auch eine größere praktische Tätigkeit, da ihm der Neubau der Kasseler Gemäldegalerie übertragen wurde, den er in den Jahren 1872 bis 1877 im Stil der Neurenaissance ausführte.
1878 wurde er im Dienstrang eines Regierungs- und Baurats zur Bezirksregierung Potsdam versetzt und 1881 provisorisch, 1882 als Geheimer Regierungsrat endgültig zum Konservator der Kunstdenkmäler im preußischen Staat und zum Vortragenden Rat im preußischen Kultusministerium ernannt. Im gleichen Jahr wurde er außerordentliches Mitglied der „Akademie des Bauwesens“ in Berlin.
Der spätere preußische Generalleutnant Friedrich von Dehn-Rotfelser (1857–1931) war sein Sohn.
Heinrich von Dehn-Rotfelser starb 1885 im Alter von 64 Jahren in Berlin und wurde auf dem Alten Zwölf-Apostel-Kirchhof in Schöneberg beigesetzt. Das Grab ist nicht erhalten.

## Schriften
- Mittelalterliche Baudenkmäler in Kurhessen. Kassel 1862–1866 (mehrbändig).
- Die Baukunst in der Ausstellung von 1867 und die neueste Bauthätigkeit in Paris. Beobachtungen bei einem im Auftrage des Königlichen Oberpräsidiums zu Cassel erfolgten Besuche der Pariser Weltausstellung. Verlag Theodor Kay, Kassel 1868.
- (mit Wilhelm Lotz): Die Baudenkmäler im Regierungsbezirk Cassel. Döll & Schäffer, Kassel 1870. (Nachdruck/Faksimile 2000)
- Das neue Gemäldegalerie-Gebäude zu Cassel. In: Zeitschrift für Bauwesen. Nr. 1, 1879, Sp. 9–34 (zlb.de).